# Praha 8
Praha 8 je označení pro jednu z městských částí Prahy, ale také pro jeden z pražských obvodů či správních obvodů. Praha 8 jak svou plochou, tak i charakterem různorodá. Jižní část – Karlín a Libeň – se bezprostředně dotýká centra města, Dolní Chabry a Březiněves jsou pak městské části na severních hranicích města. Charakter obvodu je dán i tím, že vznikal jako část Prahy postupně. 
Nejstarší součástí města je katastrální území Libně, ta byla k Praze připojena již 12. září roku 1901. Nejstarší pražské předměstí Karlín se stal součástí Velké Prahy spolu s Bohnicemi, Trojou a Kobylisy roku 1922. Od roku 1960 jsou součástí obvodu Čimice, od roku 1968 pak Ďáblice a Dolní Chabry a konečně od roku 1974 Březiněves. 
Hranice obvodu Prahy 8 byly stanoveny v roce 1960, v roce 1990 byla v části obvodu vytvořena samosprávná městská část Praha 8.

## Vymezení Prahy 8
Praha 8 označuje jednotku několika způsobů členění hlavního města Prahy, které mají pokaždé jiné územní vymezení.
- Městská část Praha 8 je jednotka místní samosprávy územně členěného statutárního města Prahy, která je spravována voleným zastupitelstvem, radou a úřadem městské části. Prahu 8 v tomto rozsahu tvoří celá katastrální území Bohnice, Čimice, Karlín a Kobylisy a části katastrálních území Libeň, Troja, Střížkov, Nové Město a Žižkov.

- Správní obvod Praha 8 je území, na kterém vykonává městská část Praha 8 (jednotka územní samosprávy) určitý rozsah státní správy v přenesené působnosti. Územně spadají do této kompetence úřadu městské části Praha 8 i městské části (a zároveň katastrální území) Praha-Březiněves, Praha-Dolní Chabry a Praha-Ďáblice. Území Prahy 8 jako jednoho z 22 pražských správních obvodů podle systému zavedeného 1. ledna 2002 je tak totožné s územím Prahy 8 jako jednoho z 10 obvodů členění Prahy v rámci územního členění státu.

- Obvod Praha 8 je jednotka územního členění státu na podobné úrovni jako okres. Funguje na ní řada článků řízení z jiných než administrativně správních oblastí (např. Obvodní soud pro Prahu 8). Městský obvod Praha 8 tvoří městské části Praha 8, Praha-Březiněves, Praha-Dolní Chabry a Praha-Ďáblice. Obvod se spádovým centrem v Libni označený arabskou číslicí poprvé existoval v letech 1949–1960 jako jeden z 16 městských obvodů, podruhé byl v odlišném vymezení ustaven zákonem o územním členění státu s účinností od 1. července 1960 jako jeden z 10 městských obvodů. Od roku 1990 byl předefinován výčtem městských částí.

## Historie Prahy 8

### Praha VIII (1901–1949)
Římské číslo VIII. označovalo Libeň jako osmou část Královského hlavního města Prahy už po jejím připojení 12. září 1901. 
Poté, co k 1. lednu 1922 byla vytvořena Velká Praha, zavedlo k 17. lednu 1923 vládní nařízení č. 7/1923 Sb. její členění do 19 číslovaných obvodů (fakticky 13 volebních, od roku 1947 i státosprávních obvodů), přičemž do VIII. obvodu byly k Libni z nových částí připojeny ještě Střížkov, Kobylisy, Troja a Bohnice. 

### Městský obvod Praha 8 (1949–1960)
Poprvé existoval obvod Praha 8 označený arabskou číslicí v rámci šestnáctiobvodového uspořádání Prahy v období 1. dubna 1949 – 30. června 1960 na základě vládního nařízení č. 79/1949 Sb. Tvořily jej větší část Libně, malá část Karlína (Rustonka), část Troji, Kobylisy, Střížkov a Bohnice. 
V rámci správní reformy v roce 1949 byla dolní část Troji přeřazena do obvodu Praha 7, části Libně do obvodu Praha 7 a Praha 9, naopak z dosavadního obvodu Praha X – Karlín přeměňovaného na obvod Praha 3 byla do Prahy 8 přeřazena část Karlína (okolí Rustonky).

### Obvod Praha 8 (od roku 1960)
Od 11. dubna 1960 zákon č. 36/1960 Sb. vymezil v Praze 10 obvodů. Jedním z nich je i obvod Praha 8. Ten vznikl v podstatě sloučením dosavadních obvodů Praha 8 (viz výše) a Praha 3 (Karlín a malá část Nového Města, pozůstatek někdejšího obvodu X.). Zahrnul tak Bohnice, Čimice, Karlín, Kobylisy, Nové Město (malou část mezi Karlínem a Žižkovem), Střížkov, většinu Libně a horní část Troji.
11. července 1960 přibyla do obvodu nově připojená osada Čimice, současně došlo i k úpravě hranic s některými sousedícími mimopražskými obcemi (Dolní Chabry, Ďáblice). K 1. lednu 1968 se obvod rozšířil o nově připojené obce Ďáblice a Dolní Chabry. V rámci rozšiřování Prahy zákonem ČNR č. 31/1974 Sb. od 1. července 1974 přibyla do Prahy 8 Březiněves. Části připojené od roku 1968 si zachovaly vlastní úřady a samosprávu. Obvod tak od roku 1990 zahrnuje 4 městské části: Praha 8, Ďáblice, Dolní Chabry a Březiněves.

### Městská část Praha 8 (od roku 1990)
Praha se člení na celkem 57 městských částí, ty poprvé stanovil s účinností od 24. listopadu 1990 dnes již zrušený zákon č. 418/1990 Sb., o hlavním městě Praze. Postavení a působnost městských částí v současné době upravuje zákon č. 131/2000 Sb., o hlavním městě Praze, a Statut hlavního města Prahy (obecně závazná vyhláška č. 55/2000 Sb. hl. m. Prahy). Městská část je samostatný celek spravovaný voleným zastupitelstvem, radou a úřadem městské části. Stejně jako hlavní město Praha i každá městská část sama hospodaří s vlastním rozpočtem, který je sestavován individuálně dle potřeb dané městské části.
Území městské části Praha 8 zahrnuje celá katastrální území: Bohnice, Kobylisy, Čimice a Karlín a části katastrálních území Libeň (hlavní část), Troja (horní část), Střížkov, Nové Město (malá část v oblasti ÚAN Florenc) a Žižkov (neobydlené území – část kolejiště Nového spojení nad Sluncovou).
Úřad městské části má sídlo v Libeňském zámečku a v tzv. Bílém domě, kde zasedá i zastupitelstvo Prahy 8.

## Seznam představitelů Prahy 8

### Obvodní rada pro Prahu 8
V květnu 1945 byl ustanoven revoluční národní výbor, do jehož čela byl jmenován Emanuel Famíra. V letech 1945 až 1949 pak spravovala Prahu 8 ve spolupráci s Magistrátem hlavního města Prahy Obvodní rada pro Prahu 8. Na půdě obvodní rady se střetaly různé přístupy a zájmy zastoupených politických stran: komunistické, národně socialistické, sociální demokratické a lidové, z nichž nejsebevědoměji si počínali komunisté, které v prvních poválečných volbách v květnu 1946 získali na obvodě 45% všech hlasů. V čele rady byl Antonín Trousil. V roce 1949 pak převzal správu čtvrti Obvodní národní výbor.

### Předsedové obvodního národního výboru Praha 8
| č. | Portrét | Jméno               | Strana | Strana | Začátek a konec v úřadu | Začátek a konec v úřadu | Poznámka |
| -- | ------- | ------------------- | ------ | ------ | ----------------------- | ----------------------- | -------- |
| 1. |         | Antonín Trousil     |        | KSČ    | 1949                    | 1953                    |          |
| 2. |         | Josef Dohnal        |        | KSČ    | 1953                    | 1960                    |          |
| 3. |         | Jaroslav Petrám     |        | KSČ    | 1960                    | 1976                    |          |
| 4. |         | Dr. Jaroslav Boroš  |        | KSČ    | 1976                    | 1988                    |          |
| 5. |         | Dr. Stanislav Fiala |        | KSČ    | 1988                    | prosinec 1989           |          |
| 6. |         | MUDr. Jiří Havel    |        |        | prosinec 1989           | duben 1990              |          |

### Starostové městské části Praha 8
| č. | Portrét | Jméno                | Strana | Strana | Začátek a konec v úřadu | Začátek a konec v úřadu | Poznámka |
| -- | ------- | -------------------- | ------ | ------ | ----------------------- | ----------------------- | --- |
| 1. |         | Jaroslav Bumbálek    |        | OF     | duben 1990              | 1991 (rezignoval)       | |
| 2. |         | Vladimír Novák       |        | ODS    | 1991                    | 1994                    | |
| 3. |         | Mgr. Václav Vomáčka  |        | ODS    | 1994                    | 1998                    | Rada Václava Vomáčky |
| 4. |         | JUDr. Václav Musílek |        | ODS    | 1998                    | 29. 11. 2000            | Rada Václava Musílka |
| 5. |         | Josef Nosek          |        | ODS    | 29. 11. 2000            | 23. 2. 2011             | 1. Rada Josefa Noska (2000–2002) 2. Rada Josefa Noska (2002–2006) 3. Rada Josefa Noska (2006–2010) 4. Rada Josefa Noska (2010–2011) |
| 6. |         | Ing. Jiří Janků      |        | ODS    | 23. 2. 2011             | 26. 11. 2014            | Rada Jiřího Janků |
| 7. |         | Roman Petrus         |        | ČSSD   | 26. 11. 2014            | 14. 11. 2018            | Rada Romana Petruse |
| 8. |         | Ondřej Gros          |        | ODS    | 14. 11. 2018            | dosud                   | 1. Rada Ondřeje Grose (2018–2022) 2. Rada Ondřeje Grose (2022–2026)                                                                 |

## Vedení MČ Praha 8 v současnosti
Starostou MČ Praha 8 je Ondřej Gros z ODS. Koalici po komunálních volbách v září 2022 vytvořili zástupci ODS, ANO, TOP 09, STAN a Patrioti pro Prahu 8.

### Zastupitelstvo
| Koalice (27)                                              | Koalice (27)                                        | Koalice (27) | Koalice (27)                                                       | Opozice (18) | Opozice (18)                                        | Opozice (18)                                                                            |
| ODS · ODS · ODS · ODS · ODS · ODS · ODS · ODS · ODS · ODS | ANO · ANO · ANO · ANO · ANO · ANO · ANO · ANO · ANO | Společně pro Prahu 8 (TOP 09 a STAN) · Společně pro Prahu 8 (TOP 09 a STAN) · Společně pro Prahu 8 (TOP 09 a STAN) · Společně pro Prahu 8 (TOP 09 a STAN) · Společně pro Prahu 8 (TOP 09 a STAN) | PATRIOTI PRO PRAHU 8 · PATRIOTI PRO PRAHU 8 · PATRIOTI PRO PRAHU 8 | 8ŽIJE a PRAHA SOBĚ · 8ŽIJE a PRAHA SOBĚ · 8ŽIJE a PRAHA SOBĚ · 8ŽIJE a PRAHA SOBĚ · 8ŽIJE a PRAHA SOBĚ · 8ŽIJE a PRAHA SOBĚ · 8ŽIJE a PRAHA SOBĚ · 8ŽIJE a PRAHA SOBĚ · 8ŽIJE a PRAHA SOBĚ | Piráti · Piráti · Piráti · Piráti · Piráti · Piráti | SPD a Trikolora pro Osmičku · SPD a Trikolora pro Osmičku · SPD a Trikolora pro Osmičku |

## Kulturní památky
- Betonový most přes Rokytku
- Grabova vila
- Karlínská synagoga
- Karlínský kostel sv. Cyrila a Metoděje
- Kobyliská střelnice
- Dřevěný kostel sv. Vojtěcha
- Libeňský most
- Libeňský plynojem
- Libeňská synagoga
- Libeňský zámek
- Palác Svět

## Přírodní památky
Na území Prahy 8 se nachází 10 chráněných území na celkem 35 hektarech.
- Bílá skála
- Velká skála
- Ládví
- Prosecké skály
- Okrouhlík
- Trojská
- Jabloňka
- Čimické údolí a Zámky
- Bohnické údolí
- Podhoří

Některé tyto cenné přírodní lokality jsou ohrožené plánovanou výstavbou severozápadní části silničního okruhu okolo Prahy (varianta J). Alternativní trasa se Praze 8 zdaleka vyhýbá.

## Osobnosti spojené s Prahou 8
- Vladimír Boudník
- Bohumil Hrabal
- Egon Bondy
- Ladislav Vízek
- Karel Hlaváček

## Obchod
Na území Prahy 8 se momentálně[kdy?] nacházejí obchodní centra Krakov a Odra v Bohnicích a řada menších obchodních domů v Ládví, Kobylisích, na Palmovce a v Karlíně.

## Zajímavosti
Na území Prahy 8 se nachází více než 10 zahrádkářských kolonií: Koráb, Pod Plynojemem, Libeňský ostrov, Kotlaska, Kuchyňka, Labuťka, Košinka (u Thomayerových sadů), Troja (podél ulice Nad Trojou), Okrouhlík (podél ulice Na Okrouhlíku), Drahaňské údolí, U Drahaně (Bohnice), nebo Střížkov (podél ulice Střížkovská).

## Symboly Prahy 8
Znak vychází z původního znaku města Libně, který byl používán v období od povýšení Libně na město do jejího připojení k hlavnímu městu Praze. Znakem městské části je polcený štít. V pravém (heraldicky levém) červeném poli je hradební zeď s otevřenou bránou, z níž vyniká obrněná paže držící meč. Levé (heraldicky pravé) pole je svisle rozděleno. V levé červené a zlatě orámované části je uvnitř korunovaná iniciála „K“, která odkazuje na císařovnu Karolinu Augustu, manželku rakouského císaře Františka I, za jehož panování Karlín jako první pražské předměstí v roce 1817 vznikl. Zbývající část je horizontálně rozdělena do čtyř pruhů modré, stříbrné, červené a opět modré barvy. Červená a bílá představují barvy českého znaku, dva modré pruhy by měly znamenat Vltavu a Rokytku, které městskou částí protékají. Na štít je postavena hradební koruna, která odlišuje znaky měst od znaků šlechtických rodů.

## Referendum o zákazu heren 2014
V roce 2014 byla v rámci Prahy 8 snaha o vymýcení hazardu, což se týkalo zákazu heren a dalších provozoven. K tomuto kroku mělo vést referendum vyhlášené na území městské části na datum 12. 4. 2014. Kompletní znění otázky bylo:
„Souhlasíte, aby městská část Praha 8, z důvodu zlepšení míry ochrany veřejného pořádku, učinila veškeré právní kroky vedoucí k zákazu provozování loterií a sázkových her, zejména výherních hracích přístrojů a interaktivních videoloterijních terminálů a jiných obdobných přístrojů uvedených v ust. § 2 písm. e), g), i), j), l), m) a n) a ust. § 50, odst. 3, zákona České národní rady č. 202/1990 Sb., o loteriích a jiných podobných hrách, ve znění pozdějších předpisů, a to na celém jejím území?“
O uspořádání referenda rozhodli zastupitelé na zasedání 19. února, Referendum se uskutečnilo 12. dubna 2014. Cena i zvolený termín byly předmětem kritiky opozičních zastupitelů i občanů. S myšlenkou referenda se sice ztotožňovali, nicméně na jeho uspořádání podle nich nebyl dostatek času a ani k němu nepřijde dostatečné množství obyvatel městské části. Aby byl výsledek referenda platný, musel splnit především podmínku účasti. Tou je, že bude hlasovat minimálně 35 % voličů z městské části, což nebylo splněno. Oprávněných osob zapsaných k hlasování bylo 79 312, hlasovací lístky a obálky byly vydány 10 950 z nich. Celkový počet odpovědi ANO (pro zákaz hazardu) byl 10 483, pro NE 295 a 34 lidí se zdrželo hlasování. Dalších 138 hlasů bylo v konečném součtu neplatných. Z lidí, kteří přišli do volebních místností, se tak proti hazardu vyslovilo přes 95 % voličů. Uvedená čísla však celkově znamenala volební účast 13,81 %, což znemožnilo platnost referenda kvůli nepokoření minimální hranice 35 %. Aby se dosáhlo úřední platnosti, muselo by vyjádřit svůj názor minimálně 27 760 občanů městské části Praha 8